# Rachel Dolezal
Pour les articles homonymes, voir Dolezal.
Rachel Anne Dolezal (née le 12 novembre 1977), aussi connue sous le nom de Nkechi Amare Diallo, est une femme américaine blanche célèbre pour s'être fait passer pendant des années pour une femme noire, et qui s'identifie comme telle.
Ancienne enseignante de collège, elle est présidente d'un chapitre de la National Association for the Advancement of Colored People (NAACP) jusqu'à la controverse sur son identité.

## Biographie

### Origine familiale et éducation
Rachel Anne Dolezal est née dans une famille chrétienne pentecôtiste du Montana. Elle grandit dans un environnement rural avec son frère Joshua. Ses parents adoptent trois enfants afro-américains lorsqu'elle a 15 ans et lorsque sa mère tombe malade, elle se charge de les élever. Elle entend alors parler d'une association chrétienne à Jackson dans le Mississippi qui prône la réconciliation raciale et choisit de poursuivre des études universitaire dans cette ville. Elle s'inscrit dans l'association et dans le syndicat des étudiants noirs. C'est à cette époque qu'elle commence à tresser ses cheveux et à porter des dashikis. Ceux qui ne la connaissent pas la prennent alors pour une personne afro-américaine sans qu'elle éprouve le besoin de les détromper. En revanche, ses relations avec ses parents deviennent tendues. Elle est d'autant plus mal à l'aise qu'elle se sent attirée sexuellement par les hommes aussi bien que par les femmes et que la bisexualité n'est pas admise dans sa famille conservatrice,
Elle finit par se fiancer avec un étudiant afro-américain, Kevin, puis l'épouse. Ils ont un fils, mais le mariage ne tient pas, son époux exigeant d'elle qu'elle renonce à son apparence afro-américaine,.
Elle poursuit ensuite ses études à l'université Howard de Washington D.C., où elle obtient une bourse pour une maîtrise. Diplômée, elle obtient un poste à Spokane, au département d'études africaines et afro-américaines où les professeurs doivent obligatoirement être noirs. Elle milite par ailleurs contre les discriminations dont les Noirs font l'objet dans le monde du travail ou pour l'octroi des aides sociales.

### Controverse sur son appartenance raciale
En 2014, Rachel Anne Dolezal est présidente du chapitre de la NAACP de Spokane dans l'État de Washington jusqu'à sa démission en juin 2015 après une controverse sur son identité. Jusqu'alors, Dolezal s'identifiait publiquement comme métisse et déclarait que son père était afro-américain. En 2015, un média local interviewe ses parents, tous deux blancs, qui déclarent alors que leur fille est blanche mais qu'elle se fait passer pour une personne noire. Ces déclarations corroborent des rapports de police et des investigations menées par les médias locaux qui mettent en lumière que Dolezal aurait été victime dans sa jeunesse d'une agression due à la couleur blanche de sa peau,. Cependant, des investigations plus approfondies de la police n'ont pas permis de confirmer ces allégations.
À la suite de cette polémique, Dolezal est démise de ses fonctions au sein de la NAACP, de son poste d'enseignante au sein du département d'études sur l'Afrique à la Eastern Washington University (en) et se voit retirer son poste au sein de la Commission Ombudsman de la Police de Spokane. Le journal local, The Inlander, où elle écrit chaque mois un billet la renvoie, sa rédaction se sentant manipulée par l'imposture. Plus tard en 2015, Dolezal déclare qu'elle est née blanche de parents blancs mais qu'elle  s'identifie comme noire,.
Cette controverse est à l'origine d'un débat national aux États-Unis concernant l'identité raciale. Les critiques de Dolezal lui reprochent son appropriation culturelle et son mensonge. Dolezal et ses soutiens déclarent que son auto-identification à une autre race est bien réelle. Dans les sciences sociales internationales, son cas inspire des analyses sur ce que recouvre l'identité raciale en termes de mécanismes de catégorisation, de formation des identités et de négociation des frontières entre groupes.
En 2017, Dolezal rédige ses mémoires sur son identité raciale, ouvrage intitulée In Full Color (en). Selon The Guardian, elle aurait proposé son livre à 30 éditeurs différents avant que l'un d'eux accepte de le publier.
Dolezal est poursuivie en justice par l'État de Washington pour vol et fraude sociale en mai 2018. Un accord est trouvé avant le procès : Dolezal accepte de rembourser les fonds qui lui ont été attribués pour ses activités et d'effectuer des travaux d'intérêt général.

### Controverses sur son compte OnlyFans
La semaine du 15 février 2024, Rachel Dolezal, qui a changé son nom en 2016 en Nkechi Diallo, est licenciée de son travail d'enseignante dans une école primaire à la suite de la découverte de son compte OnlyFans. Julie Farbarik, la porte-parole du district explique dans un courriel envoyé au Arizona Daily Star que :
Nous n'avons appris l'existence des publications OnlyFans de Mme Nkechi Diallo qu'hier après-midi. Ces messages sont contraires à la politique de notre district en matière d'utilisation des médias sociaux par les employés du district et à la politique d'éthique de notre personnel. Elle n'est plus employée par le district scolaire de Catalina Foothills.